# 朗根普赖辛
朗根普赖辛是德国巴伐利亚州的一个市镇。总面积27.50平方公里，总人口2671人，其中男性1426人，女性1245人（2011年12月31日），人口密度97人/平方公里。